# Ordre militaire de Maximilien-Joseph de Bavière
L'ordre militaire de Maximilien-Joseph de Bavière est un ordre militaire bavarois institué le 1er janvier 1806 par Maximilien Ier, premier roi de Bavière. Il s'agit alors de la plus haute décoration militaire du royaume. Les titulaires bénéficiaient de la noblesse personnelle. Cet ordre succède à la médaille militaire du Palatinat et de Bavière (kurpfalz-bayerische Militär-Ehrenzeichen).

## Organisation
L'ordre était constitué de trois classes, grand-croix, commandeurs et chevaliers.

## Insigne
« La décoration consiste en une croix en or, émaillée blanc, à quatre branches et huit rayons pommetés d'or. Les angles sont remplis de lames d'or. Le milieu est occupé par un médaillon émaillé bleu, sur lequel on voit, d'un côté le chiffre en or du roi Maximilien, de l'autre la devise Virtuti pro patria. Une couronne royale réunie la croix au ruban qui est noir avec une bordure blanche et bleue de chaque côté. »

— Pierre Larousse, Grand dictionnaire universel du XIXe siècle